# Lista de membros da Royal Society eleitos em 1685
Esta é uma lista de Membros da Royal Society eleitos em 1685.

## Fellows
- Esprit Cabart de Villermont (1617 -1707)
- Sir Richard Bulkeley (1660 -1710)
- John Vaughan (1639 -1713)
- Charles Leigh (1662 -1717)
- John Beaumont (m. 1731)
- Thomas Herbert (1656 -1733)
- Sir Hans Sloane (1660 -1753)